# Posthumanisation
La posthumanisation comprend « ces processus par lesquels une société en vient à inclure des membres autres que des êtres humains biologiques « naturels » qui, d'une manière ou d'une autre, contribuent aux structures, à la dynamique ou à la signification de la société » . La posthumanisation est l'un des phénomènes clés étudiés par les disciplines et méthodologies universitaires qui s'identifient comme « posthumanistes », y compris le posthumanisme critique, culturel et philosophique. Ses processus peuvent être divisés en formes de posthumanisation non technologique et technologique,.

## Posthumanisation technologique vs non technologique

### Posthumanisation non technologique
Bien que la posthumanisation ait des liens avec les méthodologies savantes du posthumanisme, il s'agit d'un phénomène distinct. La montée du posthumanisme explicite en tant qu'approche scientifique est relativement récente, se produisant depuis la fin des années 1970,, cependant, certains des processus de posthumanisation qu'elle étudie sont anciens. Par exemple, la dynamique de la posthumanisation non technologique a existé historiquement dans toutes les sociétés dans lesquelles les animaux étaient incorporés dans les familles en tant qu'animaux de compagnie ou dans lesquelles les fantômes, les monstres, les anges ou les héros semi-divins étaient considérés comme jouant un rôle dans le monde,,.
Une telle posthumanisation non technologique s'est manifestée non seulement dans des œuvres mythologiques et littéraires, mais aussi dans la construction de temples, de cimetières, de zoos ou d'autres structures physiques considérées comme habitées ou utilisées par des êtres quasi- ou para-humains qui n'étaient pas des humains. Êtres humains naturels, vivants, biologiques, mais qui ont néanmoins joué un certain rôle au sein d'une société donnée,, au point que, selon la philosophe Francesca Ferrando : « la notion de spiritualité élargit considérablement notre compréhension du posthumain, nous permettant étudier non seulement les technologies techniques (robotique, cybernétique, biotechnologie, nanotechnologie, entre autres), mais aussi les technologies de l'existence ».

### Posthumanisation technologique
Certaines formes de posthumanisation technologique impliquent des efforts pour modifier directement les structures et les comportements sociaux, psychologiques ou physiques de l'être humain par le développement et l'application de technologies liées au génie génétique ou à l'augmentation neurocybernétique ; de telles formes de posthumanisation sont étudiées, par exemple, par la théorie cyborg. D'autres formes de posthumanisation technologique « posthumanisent » indirectement la société humaine par le déploiement de robots sociaux ou tentent de développer des intelligences générales artificielles, des réseaux sensibles ou d'autres entités qui peuvent collaborer et interagir avec les êtres humains en tant que membres de sociétés posthumanisées.
La dynamique de la posthumanisation technologique est depuis longtemps un élément important de la science-fiction ; des genres tels que le cyberpunk les considèrent comme un élément central. Au cours des dernières décennies, la posthumanisation technologique a également fait l'objet d'une attention croissante de la part des universitaires et des décideurs. Les forces d'expansion et d'accélération de la posthumanisation technologique ont généré des réponses diverses et contradictoires, certains chercheurs considérant les processus de posthumanisation comme ouvrant la porte à un avenir transhumaniste plus significatif et avancé pour l'humanité,, tandis que d'autres bioconservateurs les critiques avertissent que de tels processus peuvent conduire à une fragmentation de la société humaine, à une perte de sens et à l'assujettissement aux forces de la technologie.

## Caractéristiques communes de la posthumanisation technologique et non technologique
Les processus de posthumanisation technologique et non technologique tendent tous deux à aboutir à une critique et un démantèlement de l'anthropocentrisme partielle de la société humaine, à mesure que son cercle de membres s'élargit à d'autres types d'entités et que la position des êtres humains est décentrée. Un thème commun de l'étude posthumaniste est la manière dont les processus de posthumanisation remettent en question ou brouillent les binaires simples, tels que ceux de « humain contre non-humain », « naturel contre artificiel », « vivant contre non-vivant » et « biologique contre mécanique »,.

## Voir également
- Cyborg
- Posthumain
- Posthumanisme
- Changement technologique
- Transhumanisme